# Janus Hellemons
Janus Hellemons (né le 20 juillet 1912 à Hoeven et mort le 14 janvier 1999 à Bleiswijk) est un coureur cycliste néerlandais. Professionnel de 1937 à 1939, il a été champion des Pays-Bas sur route en 1939. Il a participé au Tour de France en 1938 et 1939 et en a été lanterne rouge en 1938.

## Palmarès
- 1937
  - À travers Gendringen
- 1938
  - 2e d'À travers Gendringen
- 1939
  -  Champion des Pays-Bas sur route

## Résultats sur les grands tours

### Tour de France
2 participations
- 1938 : 55e et lanterne rouge
- 1939 : 46e